# Frank Ross (Produzent)
Frank Ross (* 12. August 1904 in Boston, Massachusetts; † 18. Februar 1990 in Los Angeles, Kalifornien) war ein US-amerikanischer Filmproduzent.

## Leben
Ross absolvierte ein Studium an der Princeton University. In den Jahren 1929 und 1930 versuchte er sich als Schauspieler und wirkte an drei Produktionen mit. Ab 1939 – den Anfang machte er mit Von Mäusen und Menschen – bis in die 1970er Jahre hinein war er als Filmproduzent tätig.
Im Jahr 1943 gab er sein Debüt als Drehbuchautor und beteiligte sich an dem Film Immer mehr, immer fröhlicher. 1966 verfasste er die Geschichte zu dem Film Nicht so schnell, mein Junge. Mit The Lady Says No folgte 1951 seine einzige Regiearbeit.
1944 war Ross für den Film Immer mehr, immer fröhlicher zusammen mit seinen Kollegen Richard Flournoy, Lewis R. Foster und Robert Russell in den Kategorien Bestes adaptiertes Drehbuch und Beste Originalgeschichte für einen Oscar nominiert.
Zwei Jahre später erhielt er einen Ehrenoscar, 1954 war er ein weiteres Mal für den Filmpreis nominiert.
Von 1932 bis 1949 war Frank Ross mit der Schauspielerin Jean Arthur verheiratet. Seine zweite Ehe ab 1950 mit der Schauspielerin Joan Caulfield hielt zehn Jahre. Seine dritte Ehe 1961 mit der Schauspielerin Joan Bradshaw wurde 1974 geschieden.
Ross starb 1990 infolge von Komplikationen bei einer Operation am Gehirn. Er hinterließ einen Sohn aus zweiter und 2 Kinder aus dritter Ehe.

## Filmografie (Auswahl)
- 1939: Von Mäusen und Menschen (Of Mice and Men)
- 1941: Mary und der Millionär (The Devil and Miss Jones)
- 1943: Harte Burschen – steile Zähne (A Lady Takes a Chance)
- 1943: Immer mehr, immer fröhlicher (The More the Merrier)
- 1953: Das Gewand (The Robe)
- 1954: Die Gladiatoren (Demetrius and the Gladiators)
- 1955: Der große Regen (The Rains of Ranchipur)
- 1958: Rivalen (Kings Go Forth)
- 1964: Stärker als der Haß (One Man's Way)
- 1964: Südlich vom Pangani-Fluß (Mister Moses)
- 1969: Pokerspiel für zwei (Where It's At)